# B1 Preliminary
Il B1 Preliminary, in passato conosciuto come PET (acronimo di Preliminary English Test), è il secondo livello di esame dell'Università di Cambridge. Inserito nel livello B1 del quadro comune europeo di riferimento per la conoscenza delle lingue, riguarda l'utilizzo della lingua inglese nella vita quotidiana. Il livello successivo è il B2 First, mentre il livello precedente è l'A2 Key.
Come per tutti gli altri esami di Cambridge, la qualifica, una volta conseguita, non è mai revocata. I singoli istituti possono comunque decidere se accettare o meno una certificazione conseguita da più di due anni, sebbene molti di essi siano disposti ad accettare documenti comprovanti attività di pratica e miglioramento della lingua successive alla data dell’esame.

## Struttura
Si compone di quattro moduli ("papers") che di fatto testano la familiarità del candidato con la lingua inglese nelle quattro abilità principali: reading (leggere), writing (scrivere), listening (ascoltare) e speaking (parlare).
- Paper 1: Reading, della durata di 45 minuti. La prova è composta di sei parti: comprensione di brevi testi (messaggi, avvisi, pubblicità), comprensione di un profilo di una persona da associare a un luogo o evento in base alle sue preferenze, comprensione di un testo, completamento di un testo con delle frasi da inserire scegliendole tra varie opzioni e due cloze test: uno chiuso (scelta tra quattro opzioni) e uno aperto;
- Paper 2: Writing, della durata di 45 minuti. La prova è composta di due parti: scrittura di una mail informale di 100 parole e a scelta scrittura di un articolo su un dato argomento oppure scrittura di una storia entrambi di 100 parole, in cui dimostrare abilità di scrittura, lessico, punteggiatura e grammatica;
- Paper 3: Listening, della durata di 35 minuti. Il candidato deve ascoltare dei discorsi registrati di diverse tipologie e lunghezza (semplice scambio di battute informale, monologhi e dialoghi), comprendere e scrivere il significato generale e particolari elementi di ciò che ascolta;
- Paper 4: Speaking, di 10-15 minuti. Viene tenuta da un esaminatore madrelingua che interroga due candidati per volta, i quali dovranno interagire dimostrando conoscenze linguistiche e capacità espressive. Dopo aver parlato con l'esaminatore, rispondendo ad alcune domande di carattere generale, dovranno immedesimarsi in una situazione descritta dall'esaminatore tramite immagini e parlare per circa 2-3 minuti tra di loro. Sono richieste anche la descrizione di una foto e una discussione dei propri gusti e interessi.

## Attribuzione dei punteggi
Tutti i paper hanno lo stesso peso nell'assegnazione del punteggio finale il quale non è altro che la media aritmetica dei singoli quattro punteggi

### Reading
Nel reading paper è possibile totalizzare un massimo di 32 punti che vengono poi convertiti secondo la tabella qui sotto:
| Punteggio ottenuto | Punteggio assegnato | Livello equivalente |
| ------------------ | ------------------- | ------------------- |
| Y                  | 160 - 170           | B2                  |
| 23 - 28            | 140 - 159           | B1                  |
| 13 - 22            | 120 - 139           | A2                  |
| 0 - 12             | 102 - 119           | -                   |

### Writing
Nel writing paper è possibile totalizzare un massimo di 40 punti che vengono poi convertiti secondo la tabella qui sotto. Ognuna delle due parti del writing vale 20 punti suddivisi in quattro aree: contenuti, abilità comunicative, organizzazione e linguaggio.
| Punteggio ottenuto | Punteggio assegnato | Livello equivalente |
| ------------------ | ------------------- | ------------------- |
| 34 - 40            | 160 - 170           | B2                  |
| 24 - 33            | 140 - 159           | B1                  |
| 16 - 23            | 120 - 139           | A2                  |
| 0 - 15             | 102 - 119           | -                   |

### Listening
Nel listening paper è possibile totalizzare un massimo di 25 punti che vengono poi convertiti secondo la tabella qui sotto:
| Punteggio ottenuto | Punteggio assegnato | Livello equivalente |
| ------------------ | ------------------- | ------------------- |
| 23 - 25            | 160 - 170           | B2                  |
| 18 - 22            | 140 - 159           | B1                  |
| 11 - 17            | 120 - 139           | A2                  |
| 0 - 10             | 102 - 119           | -                   |

### Speaking
Nello speaking paper è possibile totalizzare un massimo di 30 punti che vengono poi convertiti secondo la tabella qui sotto. I punti sono suddivisi in cinque aree: vocabolario e grammatica, discorsività, pronuncia, comunicazione interattiva e competenze globali (quest'ultima vale doppio rispetto alle altre).
| Punteggio ottenuto | Punteggio assegnato | Livello equivalente |
| ------------------ | ------------------- | ------------------- |
| 27 - 30            | 160 - 170           | B2                  |
| 18 - 26            | 140 - 159           | B1                  |
| 12 - 17            | 120 - 139           | A2                  |
| 0 - 11             | 102 - 119           | -                   |

## Esito
L'esame B1 Preliminary prevede cinque possibili esiti:
- Pass with Distinction (Promosso con distinzione), dai 160 ai 170 punti (dal 90% al 100% del punteggio totale), in tal caso viene rilasciato da Cambridge un certificato B1 Preliminary, che attesta che il candidato ha dimostrato abilità idonee per il livello successivo, il B2, ossia il livello del B2 First;
- Pass with Merit (Promosso con merito) dai 153 ai 159 punti (dall'85% all'89% del punteggio totale);
- Pass (Promosso), dai 140 ai 152 punti (dal 70% all'84%);
- Level A2 (Livello A2) dai 120 ai 139 punti (dal 45% al 69%), in tal caso viene rilasciato da Cambridge il A2 Key, il certificato di livello inferiore al B1 Preliminary;
- Fail (Respinto) dai 119 punti in giù (sotto al 44%).

Al termine degli esami tutti i papers vengono spediti a Cambridge per essere corretti e valutati. I candidati ricevono le loro valutazioni dopo sei settimane, con il resoconto delle valutazioni globali e per ciascun paper. Chi è promosso riceve dopo tre mesi dalla data dell'esame la certificazione d'inglese Cambridge.